# Liste der Baudenkmäler in Illingen (Saar)
In der Liste der Baudenkmäler in Illingen sind alle Baudenkmäler der saarländischen Gemeinde Illingen und ihrer Ortsteile aufgelistet. Grundlage ist die Veröffentlichung der Landesdenkmalliste im Amtsblatt des Saarlandes vom 22. Dezember 2004 und die aktuelle Teildenkmalliste des Landkreises Neunkirchen in der Fassung vom 9. August 2017.

## Hirzweiler
| Lage                   | Bezeichnung     | Beschreibung | Bild |
| ---------------------- | --------------- | --- | ---- |
| Hirzbachstraße Lage    | Ev. Pfarrkirche | Die evangelische Kirche wurde 1931/32 nach Entwürfen von Kreisbaurat Otto Eberbach errichtet. Der Eingang zu dem Saalbau ist als kleiner Vorbau neben das Langschiff gebaut worden. Dahinter befindet sich der gedrungen wirkende quadratische Turm. Die gestufte Haube wurde zurückgesetzt, so dass ein Umgang entstand. |      |
| Hirzbachstraße 24 Lage | Bauernhaus      | Erbaut 1836 |      |
| Hirzbachstraße 38 Lage | Bauernhaus      | Erbaut 1819 |      |
| Hirzbachstraße 51 Lage | Bauernhaus      | Erbaut 1839 |      |

## Hüttigweiler
| Lage                                          | Bezeichnung                      | Beschreibung | Bild |
| --------------------------------------------- | -------------------------------- | --- | ---- |
| Dreibannstein, Flur 6, Flurstück 388/162 Lage | Grenzstein von 1753              | Dreibannstein mit Wappen: Zackenbalken der Reichsherrschaft Kerpen, Kreuz des Kurfürstentums Trier und Wolfsangel der Grafschaft Nassau-Saarbrücken. |      |
| Pfarrstraße Lage                              | Kath. Kirche St. Maria Magdalena | St. Maria Magdalena wurde 1910/11 nach Plänen des Architekten Wilhelm Hector im Stil der Neuromanik erbaut. Das Innere der Basilika wird von Kreuzrippengewölben bestimmt. Mittel- und Seitenschiffe sind durch Arkaden getrennt. Im kleinen Chor mit halbrunder Apsis stehen ein Zelebrations- und ein Hochaltar. Die Apsis ist mit Wandgemälden ausgemalt. |      |

## Illingen
| Lage                            | Bezeichnung                                                 | Beschreibung | Bild |
| ------------------------------- | ----------------------------------------------------------- | --- | --- |
| Gerberstraße/Kirchenstraße Lage | Ensemble Kirchenstraße                                      | Das Ensemble besteht aus Wohnhäusern des 18. und 19. Jahrhunderts und einer Schule, die um 1850 erbaut wurde. Im Zentrum steht die kath. Kirche St. Stephan. | Das Ensemble besteht aus Wohnhäusern des 18. und 19. Jahrhunderts und einer Schule, die um 1850 erbaut wurde. Im Zentrum steht die kath. Kirche St. Stephan. |
| Gerberstraße/Kirchenstraße Lage | Ensemble Kirchenstraße                                      | Gerberstraße 3, Wohnhaus, 19. Jh. (Ensemblebestandteil) | |
| Gerberstraße/Kirchenstraße Lage | Ensemble Kirchenstraße                                      | Gerberstraße 4, Wohnhaus, 18. Jh., Umbau 1850 (Ensemblebestandteil) | |
| Gerberstraße/Kirchenstraße Lage | Ensemble Kirchenstraße                                      | Gerberstraße 6, Wohnhaus (Ensemblebestandteil) | |
| Gerberstraße/Kirchenstraße Lage | Ensemble Kirchenstraße                                      | Kirchenstraße 4, Wohnhaus, 19. Jh. (Ensemblebestandteil) | |
| Gerberstraße/Kirchenstraße Lage | Ensemble Kirchenstraße                                      | Kirchenstraße 6, Wohnhaus, 19. Jh. (Ensemblebestandteil) | |
| Gerberstraße/Kirchenstraße Lage | Ensemble Kirchenstraße                                      | Kirchenstraße 10, Wohnhaus, 19. Jh. (Ensemblebestandteil) | |
| Gerberstraße/Kirchenstraße Lage | Ensemble Kirchenstraße                                      | Kirchenstraße 12, Schule, um 1850 (Ensemblebestandteil) | |
| Kirchenstraße Lage              | St. Stephan                                                 | Ältester Teil der Kirche ist der Chorturm aus dem 13. Jahrhundert. Das Langhaus wurde 1789 bis 1791 nach Entwürfen von Peter Reheis errichtet. Der barocke Saalbau wird mit einer Flachdecke mit Hohlkehle gedeckt. Im Halbrunden Chor (außen mit ⅝-Schluss) steht ein vergoldeter Hochaltar aus dem 17. Jahrhundert. | |
| Poststraße Lage                 | Ensemble Poststraße                                         | Zum Denkmalensemble gehören neben der Villa Emmy (Poststraße 14) zwei Wohnhäuser (Poststraße 16 und 18), die 1900 entstanden sind. | |
| Poststraße Lage                 | Ensemble Poststraße                                         | Poststraße 14, Villa Emmy, Wohnhaus, 1902 (Ensemblebestandteil) | |
| Poststraße Lage                 | Ensemble Poststraße                                         | Poststraße 16, Wohnhaus, 1900 (Ensemblebestandteil) | |
| Poststraße Lage                 | Ensemble Poststraße                                         | Poststraße 18, Wohnhaus, 1900 (Ensemblebestandteil) | |
| Am alten Markt 5 Lage           | Glasfenster (1961/62) und Keramikwandbilder (1962 und 1967) | 1961, 1962 und 1967 von György Lehoczky. Die Glasfenster wurden nach Betriebsaufgabe (2001) der Firma Höll in Illingen aus- und am neuen Firmensitz in Saarbrücken wieder eingebaut. Das beiden Wandbilder befanden sich früher in der Betriebskantine bzw. im Verwaltungsgebäude der Firma und wurde nach Betriebsaufgabe und nach einem Brand 2008 ausgebaut. Nach Reinigung wurden die beiden Wandbilder im renovierten Brauturm 2018 in Illingen wieder eingebaut. | |
| An der Schmelz 2 Lage           | Eisenschmelze, Wohnhaus, Gesindehaus                        | Um 1760 | |
| Beethovenstraße 16 (bei) Lage   | Lehnkreuz, Wegekreuz (Einzeldenkmal)                        | | |
| Burgstraße Lage                 | Burg Kerpen                                                 | Die Entstehungszeit der Wasserburg Kerpen ist unbekannt, erstmals erwähnt wurde sie im Jahr 1359. Im Dreißigjährigen Krieg wurde die Burg zerstört, kurz darauf allerdings wiederhergestellt. 1677 wurden die Burg von französischen Truppen erneut zerstört und erst im 18. Jahrhundert wieder ganz aufgebaut. Ab 1830 verfiel die Anlage, da sie als Steinbruch diente. Anfang des 20. Jahrhunderts erwarb die Gemeinde Illingen das Anwesen und begann mit der Sanierung. Von der Hauptburg sind Teile der Umfassungsmauern und zwei Türme erhalten, außerdem die Burgkapelle und der kleine Festsaal. Von der Vorburg ist das Torhaus erhalten, das 1605 errichtet wurde.                                                                   | |
| Gennweilerstraße 1 Lage         | Zehntscheune, Wirtschaftsgebäude                            | | |
| Goethestraße 4 Lage             | Wohnhaus                                                    | Erbaut im letzten Viertel des 19. Jahrhunderts | |
| Gymnasialstraße Lage            | Kreuzwegstationen                                           | Weg mit sieben Stationen „Gedächtnis der Schmerzen Mariens“. Erbaut 1875 | |
| Gymnasialstraße Lage            | Kreuzigungsgruppe auf dem Friedhof                          | 1790 von Matthias Weyser errichtet. Die Kreuzigungsgruppe wurde 2016 restauriert, das Umfeld neu angelegt. | |
| Hauptstraße 19 Lage             | Wohn- und Gasthaus                                          | Erbaut 1879 | |
| Hauptstraße 32 Lage             | Wohnhaus                                                    | Erbaut um 1870 | |
| Hauptstraße 51 Lage             | Wohn- und Geschäftshaus                                     | Erbaut um 1870 | |
| Hauptstraße 86/87 Lage          | Rathaus                                                     | Das historische Rathaus wurde 1876/77 von Ludwig Israel erbaut und von 1911/12 von Otto Eberbach erweitert. Ältester Teil des Rathauses ist der unverputzte Gebäudeteil aus Sandstein mit Portal in einem Risalit. Eberbach fügte dem wilhelminischen Altbau einen Anbau hinzu, der stärker ornamentiert und verziert ist und ein mit Fachwerk ausgestaltetes Zwerchhaus besitzt. In den 1930er Jahren wurden im Stil der Zeit Veränderungen vorgenommen. Dunkle Paneelen wurden an die Wände angebracht, die Decke wurde im Eiche-Rustikal-Stil übermalt. 1973/74 wurden umfassende Sanierungen eingeleitet. 2001 wurde die historische Bemalung des Sitzungssaales wieder freigelegt. Historisierende und rustikale Elemente wurden entfernt. | |
| Kapellenstraße Lage             | Bergkapelle, 1911                                           | Schon im 16. Jahrhundert stand am Ort der heutigen Kapelle ein Sakralbau. Die heutige Kapelle wurde 1901 von Wilhelm Hector im neugotischen Stil errichtet. Im Zentrum des Saalbaus mit Kreuzrippengewölbe ist der reich ausgemalte Chor mit einer Pietà von Matthias Weyser. Der vierachsige Sandsteinbau besitzt ein Satteldach mit Dachreiter. | |
| Kerpenstraße Lage               | Kreuz an der Heistermühle                                   | Das Wegekreuz wurde 1761 von Matthias Weyser errichtet und trägt die Inschrift: O crux ave spes unica (Sei gegrüßt, o Kreuz, du einzige Hoffnung). | |
| Kirchenstraße 18 Lage           | Pfarrhaus, Pfarrscheune, Brunnen mit Brunnenstube           | Das Pfarrhaus ist ein zweigeschossiger Putzbau mit Krüppelwalmdach, der 1731 von Gregor Mäs erbaut wurde. Ein Geschossgesims trennt Erd- und Obergeschoss. Sechs Fensterachsen sind in die Längsseiten integriert, drei in den Giebelseiten. An das Wohngebäude schließt sich eine Scheune mit Rundbogen an. | |
| Lateingasse 5 Lage              | Wohnhaus                                                    | Erbaut in der zweiten Hälfte des 18. Jahrhunderts | |
| Heisterstraße Lage              | Jüdischer Friedhof                                          | Der 1747 angelegte Friedhof wurde in den Jahren 1905 und 1923 erweitert. Bis 1831 wurden hier auch die Toten der jüdischen Gemeinden von Neunkirchen und Ottweiler beigesetzt. 1938 wurde der Friedhof zerstört, die Grabsteine im folgenden Jahr abgeräumt und das Grundstück von der Gemeinde Illingen aufgekauft. 1949 wurde der Friedhof wieder hergerichtet und ein Mahnmal errichtet. | |

## Uchtelfangen
| Lage                     | Bezeichnung                                                        | Beschreibung | Bild |
| ------------------------ | ------------------------------------------------------------------ | --- | ---- |
| Friedrichstraße Lage     | Evangelische Kirche                                                | Der Barockbau wurde 1771 von Friedrich Joachim Stengel oder Johann Jakob Lautemann erbaut und 1926 von Carl Schlück erweitert. Dabei wurde ein Choranbau verwirklicht, der Turm erhöht, eine Sakristei erbaut und das Innere umgestaltet. Man betritt den Saalbau über ein seitliches Portal im Turm, der an der Giebelseite des Langhauses steht. Der halbrunde Chor schließt auf der gegenüberliegenden Giebelseite an das Langhaus an.                      |      |
| Hirtenbergstraße 17 Lage | Hirtenhaus, Bauernhaus                                             | Erbaut 1789 |      |
| Johannesstraße 29 Lage   | Bauernhaus                                                         | Erbaut 1810 |      |
| Josefstraße Lage         | Kath. Kirche St. Josef, 1890–95 von Reinhold Wirtz (Einzeldenkmal) | St. Josef wurde in den Jahren 1888 bis 1895 nach Entwürfen des Dombaumeisters Reinhold Wirtz im Stil der Neugotik errichtet. Die schmale Basilika besitzt in den Obergaden nur kleine Rundfenster. Das Portal betritt man über den hohen, gestuften Westturm. Mittel- und Seitenschiffe besitzen Kreuzrippengewölbe und sind durch Spitzbögen auf Säulen getrennt. Im Chor mit ⅝-Schluss steht ein neugotischer Hochaltar des Trierer Bildhauers Louis Kiefer. |      |

## Welschbach
| Lage                  | Bezeichnung                 | Beschreibung | Bild |
| --------------------- | --------------------------- | --- | ---- |
| Welschbachstraße Lage | Kath. Kirche St. Laurentius | Die Kirche wurde in den Jahren 1927/28 nach Plänen von Kreisbaurat Wilhelm Josef Ertz und Dombaumeister Julius Wirtz im neubarocken Stil erbaut. Der niedrige Turm befindet sich über dem Giebel des Eingangsportals. Die Fenster sind mit Segmentbögen ausgeführt und mit Sandsteinlaibung gerahmt. Der Chor mit fünfseitigem Abschluss wird von einer Kuppel mit Deckengemälde überwölbt. Das Mittelschiff wird von einem Tonnengewölbe überspannt, die Decken der Seitenschiffe sind flach und mit Stuck versehen. Mittel- und Seitenschiffe sind durch Rundsäulen getrennt, die ein Gebälk tragen. |      |

## Wustweiler
| Lage                         | Bezeichnung                                  | Beschreibung | Bild |
| ---------------------------- | -------------------------------------------- | --- | ---- |
| Bahnhofstraße 44 Lage        | Glockenturm und Glocke der ehemaligen Schule | Erbaut 1867/68 |      |
| Humeser Straße 23 (bei) Lage | Wegekreuz                                    | Errichtet 1775 |      |
| Illinger Straße 117 Lage     | Ev.-Kath. Schulhaus Wustweiler-Hosterhof     | 1927 nach Plänen von Kreisbaudirektor Otto Eberbach erbaut |      |
| Bahnhofstraße 44 Lage        | Schule                                       | 1867/68 erbaut |      |
| Pastor-Schulz-Straße 8 Lage  | Kath. Pfarrhaus                              | 1932/33 erbaut |      |
| Pastor-Schulz-Straße 10 Lage | Kath. Kirche Herz-Jesu                       | Die Saalkirche wurde 1932/33 nach Plänen von Julius Wirtz erbaut. Die Pseudobasilika wird im Inneren von einem wandfüllenden Bild im Abschluss des Rechteckchores bestimmt. Der Sandsteinbau besitzt hohe und schmale Fenster. Der quadratische Turm steht neben der Eingangsfassade. Auffällig ist die zweigeteilte Spitze der Turmhaube. |      |
| Zum Storckelborn 2 Lage      | Bauernhaus                                   | Erbaut im 18. Jahrhundert |      |
| Zum Storckelborn 4 Lage      | Wohnhaus                                     | Erbaut 1853 |      |